# Kvarndammen (Skällviks socken, Östergötland)
Kvarndammen är en sjö i Söderköpings kommun i Östergötland och ingår i Söderköpingsån-Vindåns kustområde.